# Nova Santa Helena
Nova Santa Helena es un municipio brasilero del estado de Mato Grosso. Fue emancipado de Itaúba y desmembrado de los municipios de Cláudia y Itaúba en el año 2000. Hace límite al norte con Colíder y al sur con Itaúba.

## Origen histórico
La denominación original de la localidad era Cachorro Sentado, después fue Santa Helena, posteriormente alterada a Nova Santa Helena, puesto que había un municipio homónimo en el Estado del Paraná.
El municipio fue creado a través de la Ley Estatal n.º 6.982, de 28 de enero de 1998, de autoría de los diputados Jorge Abreu y José Riva.
En 3 de octubre de 2000 fue elegido el primer alcalde del municipio: Sr. Roque Carrara.